# Маебасі

36°23′ пн. ш. 139°4′ сх. д. / 36.383° пн. ш. 139.067° сх. д.
Маеба́сі (яп. 前橋市 , まえばしし, МФА: [maebaɕi̥ ɕi]) — місто в Японії, в префектурі Ґумма.

## Загальні відомості
Маєбасі розташоване в південно-східній частині префектури, в середній течії річки Тоне. Воно входить до списку особливих міст Японії. Маебасі — один із найбільших населених пунктів Кантоської рівнини. Воно є головним промислово-торговельним центром префектури поряд із сусіднім містом Такасакі. В середньовіччі район сучасного Маебасі був відомий як Умаябасі — «стайневий міст». З 17 століття Маебасі отримало сучасну назву і стало центром автономного утворення Маебасі-хану, яким володіли самурайські роди Сакай та Мацудайра. В 2-й половині 19 століття, завдяки активному розвитку текстильної промисловості, Маебасі здобуло славу «шовкового містечка». Станом на 1 жовтня 2007 площа міста становила 241,22 км². Станом на 1 серпня 2008 населення міста становило 317 114 осіб.

## Етимологія
Дослівне значення: «передній міст». Стара назва Маебасі — Умаябасі (厩橋, «стайневий міст»). Вона була змінена на «Маебасі» між 1648 — 1652 роками, коли господарем місцевого замку став Сакаї Тадакійо. Точне походження назви невідоме. За переказами, назва «Умаябасі» бере початок від моста над притокою Курума сучасної річки Тоне, який називався «Стайневим мостом» — умая но хасі (駅家の橋).

## Географія

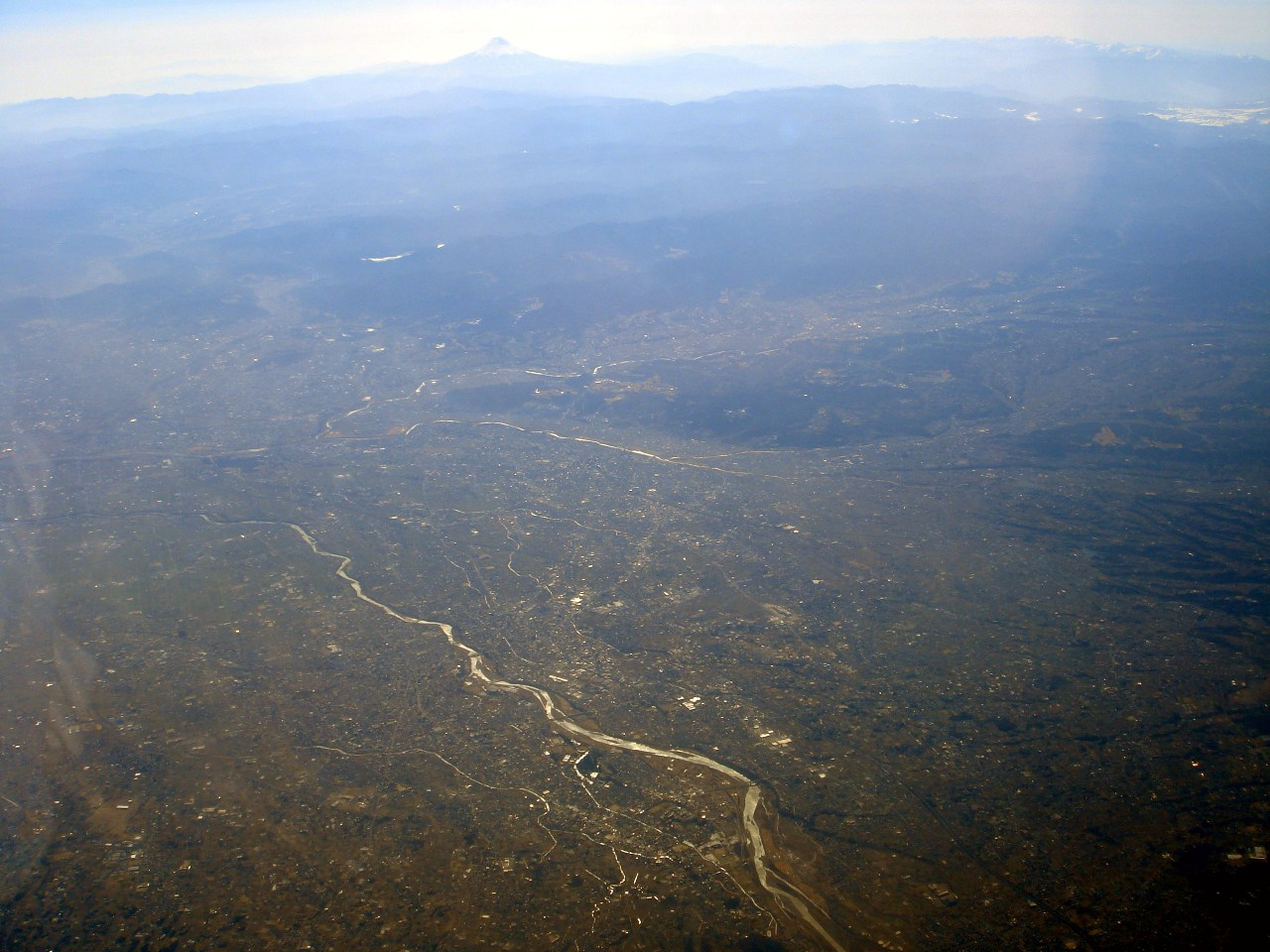
Вигляд міста Маебасі, річки Тоне і гори Фудзі з висоти пташиного лету.

Маебасі розташоване у східній частині острова Хонсю, на півночі Кантоської рівнини, у південного підніжжя гори-вулкана Акаґі. Площа міста становить 241,22 км², що дорівнює близько 3,8％ площі усієї префектури Ґумма..) Його протяжність з півночі на південь становить 25 км, а з заходу на схід — близько 20 км.
Територією Маебасі протікає найбільша річка префектури та Кантоської рівнини — Тоне, яка відома чистотою своїх вод. Вона розділяє місто на східну і західну частини.
Маебасі межує на північному заході з селами Фудзімі та Сінто, містом Сібукава та містечком Йосіока. На сході воно має спільний кордон з містом Такасакі, на півдні — з містечком Тамамура та містом Ісесакі, а на сході та північному сході — з містом Кірю.
Рельєф міста рівний, але має помітний нахил з півночі на південь. Найвища точка на півночі становить 1 572 м над рівнем моря, а найнижча на півдні — 64 м.
Клімат Маебасі переважно вологий субтропічний. Опадів випадає небагато. Середня температура повітря наприкінці 1990-х — початку 2000 років коливалася між 14 °C і 15 °C. Зими прохолодні, а літа спекотні і дощові. Взимку дує сильний північно-західний вітер, а влітку південно-східний. Також в спекотну пору року буває частий грім і блискавки..

## Історія

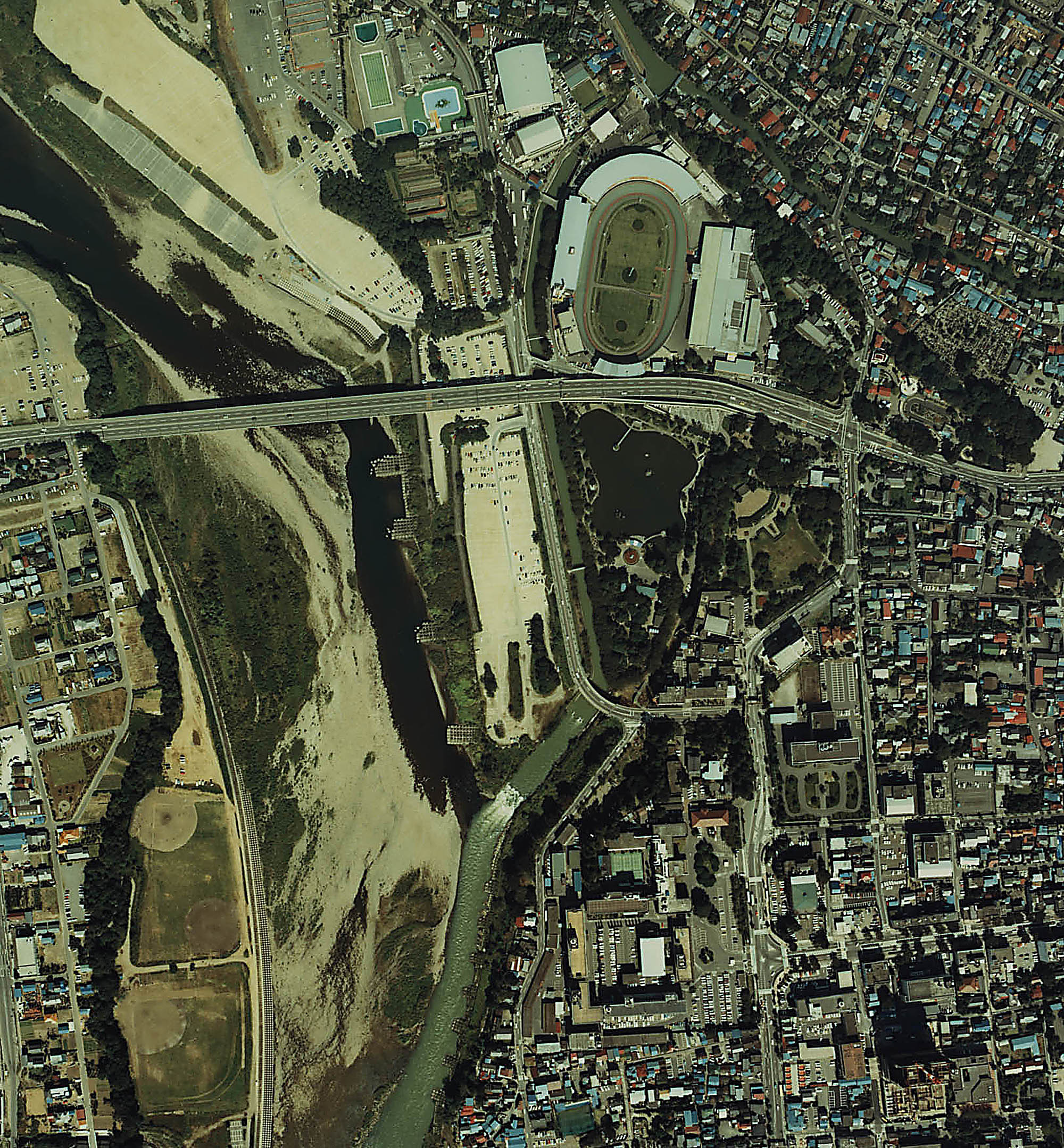
Руїни замку Маебасі, адміністрація міста Маебасі та префектури Ґумма з висоти пташиного лету.

Перші люди з'явилися на теренах сучасного міста Маебасі у пізньому палеоліті. Їх нащадки були носіями неолітичної культури Джьомон та поширювачами культури рисівництва на рубежі нашої ери. У 4 столітті місцеве населення заснувало країну Ке, що була завойована молодою японською державою Ямато. Згадками про яматоське завоювання служать численні кургани 4 — 8 століть. Найбільшими і найбагатшими з них є кургани Тендзіндзан та Хотодзан, які розташовані на території сучасного міста.
У 8 столітті землі теперішнього Маебасі увійшли до складу адміністративної одиниці, провінції Кодзуке, а в центрі майбутнього міста знаходилась резиденція провінційного уряду. Там само знаходились монастирі Кокубундзі, що служили осередками поширення буддизму в регіоні.
В середині 10 століття район Маебасі став відомим по Японії завдяки вирощуванню гарних коней. На цей час припадає поява в ньому топонімів пов'язаних з конярством — повіт і станція Курума волость Умая та інші. Водночас нового розвитку набула буддистська культура в регіоні: в монастирі Нітіріндзі було виготовлено унікальну статую одинадцятиликої бодхісаттви Каннон, а в монастирі Дзенсьодзі — скульптуру сидячого будди Аміда
У 1470 році на території сучасного Маебасі було збудовано замок Умаябасі. У його підніжжя виросло купецько-ремісниче містечко, безпосередній попередник сучасного міста. Однак через століття, у 1567 році його знищила пожежа, що виникла під час бою між сусідніми самурайськими родами Такедою і Ходзьо. Уцілілі мешканці перенесли свої будинки до старого русла ріки Тоне, заснувавши таким чином центр сучасного Маебасі.
Після встановлення в Японії сьоґунату Токуґава в 1603 році, замок Умаябасі та прилеглі володіння були передані роду Сакаї, наближеним васалам сьоґунів. Голови цього роду змінили назву містечка на Маебасі і стали володарями автономного наділу Маебасі-хану. Сакаї керували ним вподовж 150 років, а потім були заміщенні родом Мацудайра. Через часті повені, нові господарі перенесли свою резиденцію до замку Каваґое, що спричинило занепад містечка Маебасі. Вони планували відновити тамтешній замок у 1867 році, але у зв'язку з ліквідацію сьоґунату та реставрацією прямого Імператорського правління не змогли здійснити задумане. Втім, перед занепадом існуючого режиму, Мацудара налагодили в Маебсі виробництво шовку, який з 1859 року експортувався через Йокогаму закордон. Завдяки цьому колись занедбане поселення стало відроджуватись і у 2-й половині 19 століття стало негласно називатись «шовковим містечком».
В 1881 році Маебасі було перетворено на центр новоствореної префектури Ґумма. У 1888 році воно набуло офіційного статусу містечка, а в 1892 році першим у префектурі отримало статус міста. За декілька десятиліть місто розрослося поглинанням сусідніх населених пунктів, провело водопровід та каналізацію.
У 1945 році, під час Другої світової війни, 80 % будівель Маебасі згоріли під час бомбардування авіацією США. Для відновлення міста було взято курс на його територіальне розширення та реструктуризацію промисловості. У 1950 — 1960-х роках Маебасі перетворилося на центр виробництва електротоварів, машинобудування та комерції.
1 квітня 2001 року уряд Японії надав Маебасі статус особливого міста Японії.

## Засоби масової інформації
- Телерадіомовна служба NHK.

## Освіта
- Ґуммівський університет (головний кампус)

## Міста-побратими
Маебасі підтримує дружні відносини із 3 містами світу і 1 японським містом:
В Японії
- Хаґі (2002)

У світі
- Орвієто, Італія (1997)
- Бірмінгем (Алабама), США (1998)
- Менаша (Вісконсин), США (2002)